# Setodes niveogrammicus
Setodes niveogrammicus is een schietmot uit de familie Leptoceridae. De soort komt voor in het Australaziatisch gebied.
De wetenschappelijke naam van de soort werd voor het eerst gepubliceerd in 1987 door de Canadese entomoloog Fernand Schmid.